# کاکان (افغانستان)
کاکان (به لاتین: Kakan) یک منطقهٔ مسکونی در افغانستان است که در ولسوالی ارگو واقع شده‌است.